# Hilde Holger
Hilde Holger (kunstnerens navn, oprindeligt Hilde Sofer, senere Hilde Boman-Behram), født den 18. oktober 1905 i Wien, døde 24. september 2001 i London-Camden, var en østrigsk-ungarsk danser, koreograf og danselærer og en af de fremste figurer i europæisk fred. Hendes banebrydende arbejde i integreret dans hjælper med at omdanne moderne dans .

## Liv og levned
Hun var blevet undervist af Gertrud Bodenweiser i Wien, de var beundrere af Isadora Duncans arbejde og blev værdsat og kendt af publikum og kulturelle kredse i Wien som en fremtrædende danser i 1920'erne og 1930'erne.
I en tidlig alder blev hun interesseret i at undervise og i 1926 åbnede hun den vellykkede New School of Movement Arts i Palais Ratibor i det centrale Wien. Efter den tyske besættelse af Østrig i 1938 var hun forbudt at arbejde, men i 1939 formåede hun at flygte fra landet ved hjælp af en ven. Hun bosatte sig i Indien, hvor hun studerede indisk dans, især de specielle håndbevægelser.
Hun åbnede sin kunstskole og moderne bevægelse i Bombay, som blev vellykket, men i 1948 tvang politiske problemer hende til at bevæge sig igen. Denne gang til London.
I London fortsatte sit arbejde i 50 år indtil hendes død i 2001.